# 全日本フォーク道場
全日本フォーク道場（ぜんにほんフォークどうじょう）は、(株)ミュージックバード制作の音楽・トーク・リクエスト番組。全国のコミュニティFMを通じて放送していた。

## 放送時間
毎週日曜日 13時00分～14時55分 （JST）（※ネット局によっては13時55分での飛び降り・14時00分からの飛び乗りもあった）

## 概要
邦楽のフォークソング・ニューミュージックを主な対象とし、パーソナリティのわたなべヨシコがその独特のトークと共にリスナーからのリクエストや番組自身の選曲でオンエアしていた。なお洋楽フォークソングも単発的に或いは後述する各コーナーで取り上げられたこともあり、また“第5週目企画”として洋楽フォーク特集が組まれた履歴もある。

## 番組名称の由来
前身番組は「サンデー・フォーク・スクエア」(日曜16:00～17:55　2012年4月1日-2014年3月30日)だったが、
当該名称の「全日本フォーク道場」は、2014年4月期の改編に際して番組側からの候補案提示のうえ、リスナー公募により決定した。なおこの改編以降、パーソナリティのわたなべヨシコは番組ブログ上“道場主”と称していた。

## 番組の特徴
放送形態原則として生放送。(※都合により収録の場合もあり)　また希にだがゲスト招待の部分のみ収録でオンエアすることもあった。
フルコーラス楽曲はフルコーラスでオンエア。(※例外あり)
メッセージテーマ各月毎にテーマを設定し、そのテーマに沿ったメール・お便りをリスナーから募集・紹介。(※テーマ以外のメール・お便りも拒否せず受け付けていた。なお楽曲のリクエストについてはこれに縛られなかったが、テーマに絡んだ曲のオンエアも少なくなかった)
SNS活用番組facebookページを駆使し、オンエア中にもパーソナリティやスタッフの様子などを画像を伴って紹介していた。また曲のオンエア中などにパーソナリティがリスナーからのfacebookへの投稿にレスポンスしていた。(※収録の場合はこの限りではなく)
第5週企画オンエア日が月に5回ある場合、最終の日曜は「第5週企画」と称して都度テーマを設定した選曲で放送していた。(※例：2014年6月29日「泣けるフォーク特集」、2015年3月29日「フォークソングカバー特集」など)　なお前週までに第5週オンエアがあることを告知し、来る「第5週企画」についてリスナーから募集することが多かった。
放送回数カウント単位番組ブログに於いて、放送回数を“X稽古目”と表現していた。

## 各コーナー（2015年8月時点）

### 定期
- 「クイズ・イントロ・サン !!」 - イントロクイズ。
  1. 先週の課題曲のオンエア（回答） - 先週の課題曲がフルコーラスでオンエア後、曲名・歌手名等が明かされる。
  2. 今週の課題曲のオンエア（出題） - 課題曲のイントロが短1回（または2回）・長1回と流される。
  3. ヒント曲のオンエア - 課題曲のタイトルや歌詞などを推測するための補助として、ヒント曲が流される。但し課題曲と一体何がどうリンクするのかは都度異なるため、正解を連想するのが簡単ではない場合も多い。
なお、応募したリスナーの正解者から抽選で1名に「豪華かも知れない」賞品がプレゼントされる。（※賞品の発送を以って発表に代えている）
- 「勝ち抜きフォーク異種格闘」 - フォークソング・ニューミュージック分野以外の歌手2名(組)の各々1曲ずつを選んでオンエアし、どちらの曲が心に響いたか？を判定する、言わば“他流試合”コーナー。
番組オンエア中にe-mailにてリスナーからの勝敗を募り、さらに番組自身による評価を加味して番組が勝敗を決定する。結果は番組エンディングで発表され、5週勝ち抜きで“殿堂入り”。
- 「フォークソング大百科」 - ある1曲を取り上げ、その曲・歌手の歴史・背景・エピソードなどについて紐解く。
- 「フォークソングの『グ』っ」 - 曲のタイトルでしりとりをする。オンエアされた曲のタイトルの最後の文字が、翌週のオンエア曲の頭文字になる。

### 不定期
- 「ギリギリ寸止めフォーク」 - 「これはフォークソング？」といった、ジャンル分けが“ギリギリな曲”をピックアップして紹介。[8]
- 「日曜だから…？（長い曲）」 - 演奏時間が長い曲を紹介（※“長い”という判断は飽くまでも番組独自基準による）[9]
- 「俺のフォークを聴け！」 - 招いたゲストからのリクエスト曲をオンエア[10]
- 「答えてくださいねえ…あー・うん…」 - 招いたゲストへの一問一答
- 「ダーメンリクエスト!!」 - フォークでもニューミュージックでもないリクエストを紹介。[11]
- 「フォーク兄弟仁義」 - 偶然似ている曲・替歌・セルフカバーされた曲をオンエアし、その比較について評論。[12]

### 過去
（※廃止の公式発表はない）
- 「PS元気です　なべヨシ」 - この番組で人気だった“あの人”の、他の曲を楽しむコーナー
- 「フォーク風土記」 - 日本の各地域を選んでテーマとし、それぞれにゆかりのある歌手・曲を紹介
- 「めざせ70億!! フォーク道場訓！」 - (詳細不明)
- 「オールラウンダー・ヨシコ」 - パーソナリティのわたなべヨシコが、リスナー・関係者からのむちゃぶり要求に応えるコーナー（物真似・その他）

### その他
- 「オープニング寸劇」 - 13:00の番組オープニング時に道場主(わたなべヨシコ)が得意の声帯模写を発揮して、リスナーから寄せられた台本を基に、短時間のラジオドラマを演じた。この寸劇が終わると同時に、番組タイトルコール→番組オープニング曲スタート→道場主の名乗り（「平仮名わたなべ・片仮名ヨシコです！」）の順で、番組はキューシートに沿い進行開始。（※14時台スタート時には、この寸劇はなし。14時から飛び乗りのネット局では聴けなかった）